# 1852 en musique
| \| • Retour à la chronologie générale de la musique populaire • \| |
| XXIe siècle • XXe siècle • XIXe siècle • XVIIIe siècle XVIIe siècle • XVIe siècle • XVe siècle • XIVe siècle XIIIe siècle • XIIe siècle • XIe siècle • Xe siècle IXe siècle • VIIIe siècle • Haut Moyen Âge • Rome • Grèce |
| • Retour à la chronologie générale de la musique populaire • |

| • Retour à la chronologie générale de la musique populaire • |

| Années de la musique populaire : 1849 - 1850 - 1851 - 1852 - 1853 - 1854 - 1855    |
| Décennies de la musique populaire : 1820 - 1830 - 1840 - 1850 - 1860 - 1870 - 1880 |

## Événements
- 17 août : première représentation à Paris de Méridien, une comédie-vaudeville où le chant de marins Il était un petit navire est intégré et adapté.
- Chattahoochee Musical Convention, convention de Sacred Harp aux États-Unis, dans le comté de Coweta en Géorgie.
- My Old Kentucky Home, chanson écrite par Stephen Foster.
- Première publication de Row, Row, Row Your Boat (Rame, rame, rame dans ton bateau), chanson enfantine (nursery rhyme) américaine[1].

## Naissances
- 11 mars : Jean Rameau, maître sonneur, poète et chansonnier français du Berry († 23 avril 1931).